# HD 160315
HD 160315，又名BD+02 3373，SAO 122607、HR 6575，是一颗恒星，视星等为6.26，位于銀經26.33，銀緯16.98，其B1900.0坐标为赤經17h 34m 5.6s，赤緯+2° 16.98′ 7″。